# Хангар (вулкан)
Хангар - активний вулкан, висотою 1967 м, в центральній частині півострова Камчатка. Це найпівденніший вулкан Серединного хребта. Останні виверження сталися близько 1000 та 400 років тому. Кальдера шириною 2 км зараз заповнена озером. 
Найбільше субкальдерне виверження вулкану Хангар відбулося близько 5700 років до н. е. та призвело до формування вершинного кратера. Об'єм пірокластики, який був вивержений, можна порівняти з обсягом продуктів кальдероутворюючих вивержень і становить 14—16 км³.
Вулкан Хангар (сопка Хангар, Khangar Volcano) розташований в південній частині Серединного хребта і відноситься до Серединного вулканічного поясу. Раніше вважався згаслим, нині вважається потенційно активним і тому потенційно небезпечним. Останнє виверження відбулося близько 400 років тому. Кратер-кальдера вулкана розмірами 2,1 х 2,8 км заповнений водою і утворює озеро глибиною 150 м з трьома невеликими островами.
Хангар також маю іншу зарослу лісом кальдеру. На її схилах знаходяться екструзивні виходи найкрасивіших обсидіанів, що мають червоне забарвлення з плямистими, смугастими та іншими візерунками. Вони можуть широко використовуватися як виробний та облицювальний матеріал. 